# Place Quach Thi Trang

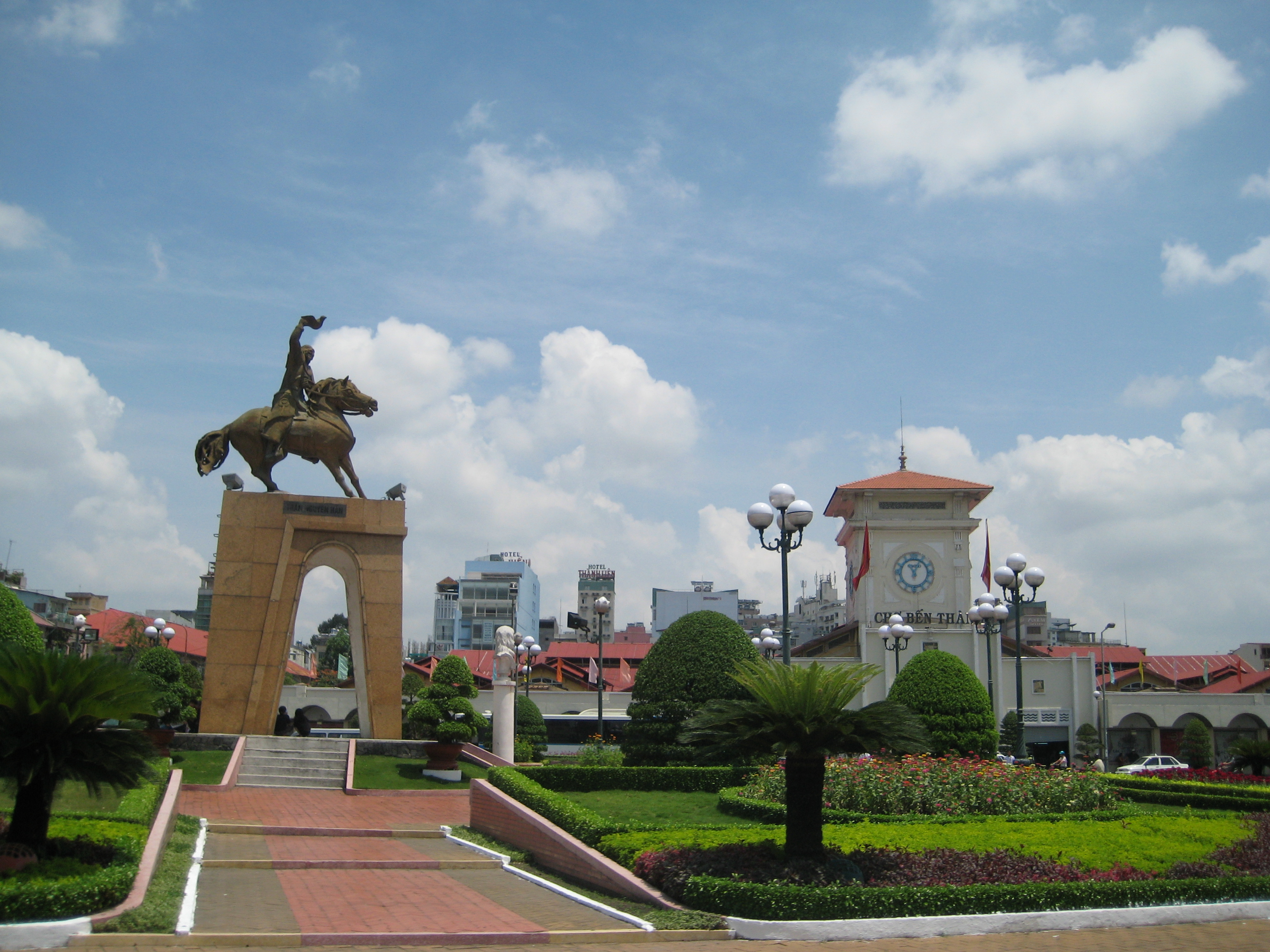
Place Quach Thi Trang en 2009.

La place Quách Thị Trang (vietnamien : Công trường Quách Thị Trang) est une place située en face du célèbre marché Bên Thành dans le 1er arrondissement, du centre-ville d'Hô Chi Minh-Ville au Viêt Nam.
La place était connue pour son rond-point paysager comportant la statue équestre de Trần Nguyên Hãn et le buste blanc de Quách Thị Trang. Pendant 6 ans de 2017 à 2022, ce fut le chantier de construction de la station de métro Ben Thanh, la station centrale du métro de Hô Chi Minh-Ville.